# Stewart Carson
Stewart James Carson (* 12. Juni 1976 in Irvine, North Ayrshire) ist ein südafrikanischer Badmintonspieler. 

## Karriere
Stewart Carson nahm 2004 im Herrendoppel an Olympia teil. Er unterlag dabei mit Dorian James gleich in Runde eins und wurde somit 17. in der Endabrechnung. 2001 und 2002 gewann Carson Gold bei den südafrikanischen Meisterschaften im Herreneinzel. Bei der Afrikameisterschaft 2004 erkämpfte er sich Bronze im Doppel mit Dorian James.

## Sportliche Erfolge
| Saison | Veranstaltung                 | Disziplin    | Platz | Name                          |
| ------ | ----------------------------- | ------------ | ----- | ----------------------------- |
| 2001   | Südafrikanische Meisterschaft | Herreneinzel | 1     | Stewart Carson                |
| 2002   | Südafrikanische Meisterschaft | Herreneinzel | 1     | Stewart Carson                |
| 2004   | Afrikameisterschaft           | Herrendoppel | 3     | Stewart Carson / Dorian James |